# Vương cung thánh đường Sagrada Família
Vương cung thánh đường Nhà thờ ngoại hiệu Thánh Gia (tiếng Catalunya: Basilica del Temple Expiatori de la Sagrada Família; tiếng Tây Ban Nha: Basilica y Templo Expiatorio de la Sagrada Familia), thường được gọi Sagrada Família, là một nhà thờ Công giáo lớn đang xây tại Barcelona, Catalunya, Tây Ban Nha, được coi là kiệt tác của kiến trúc sư nổi tiếng người Catalunya Antoni Gaudí. Vì sự vĩ đại và phong cách độc đáo, nó là một trong những điểm du lịch hấp dẫn nhất của Barcelona và là một biểu tượng của Tây Ban Nha.
Ngoài ra, Sagrada Família còn nổi tiếng vì là nhà thờ duy nhất trên thế giới có thời gian xây quá lâu, hơn một thế kỷ và lại còn xây không phép.
Những tiến bộ trong công nghệ như thiết kế có sự trợ giúp của máy tính và điều khiển số bằng máy tính (CNC) đã cho phép tiến độ nhanh hơn và việc xây dựng đã vượt qua giai đoạn giữa năm 2010. Tuy nhiên, một số thách thức lớn nhất của dự án vẫn còn, bao gồm việc xây dựng thêm năm ngọn tháp nữa, mỗi ngọn tượng trưng cho một nhân vật quan trọng trong Kinh Thánh trong Tân Ước. Người ta dự đoán rằng tòa nhà sẽ được hoàn thành vào năm 2026, nhân kỷ niệm 100 năm ngày mất của Gaudí, nhưng việc này hiện đã bị trì hoãn do đại dịch COVID-19. Một số hạng mục của nhà thờ có thể chỉ được hoàn thành vào năm 2040
Vào tháng 3 năm 2024, ngày hoàn thành mới là năm 2026 đã được công bố, với điều kiện là các tác phẩm điêu khắc, chi tiết trang trí và một cầu thang được đề xuất gây tranh cãi dẫn đến lối vào chính dự kiến sẽ tiếp tục cho đến năm 2034.

## Lịch sử
Nhà thờ này được khởi công xây dựng từ năm 1882 và sau 136 năm nó vẫn chưa hoàn thành dù hằng năm thu hút 20 triệu khách đến chiêm ngưỡng với 4,5 triệu người vào bên trong nhà thờ.
Ngày 18 tháng 10 năm 2018, sau 3 năm thương lượng, chính quyền thành phố Barcelona và những người phụ trách thánh đường Sagrada Familia mới đạt được thỏa thuận về giấy phép xây dựng chính thức.
Thông tin cho biết bên thánh đường sẽ trả 36 triệu euro cho chính quyền trong 10 năm để góp phần cho việc chỉnh trang đô thị và cải thiện phương tiện giao thông công cộng ở khu vực quanh điểm du lịch. Với thỏa thuận vừa đạt được, kiệt tác kiến trúc tôn giáo này sẽ được hoàn thành vào năm 2026, nhân kỷ niệm 100 năm ngày mất của kiến trúc sư Antoni Gaudí. Tiền đầu tư để tiếp tục xây dựng nhà thờ được thu về từ việc bán vé tham quan cho du khách.

## Kiến trúc
Một trong những nét đặc sắc nhất của nhà thờ là 18 ngọn tháp hình con suốt quay tơ, tượng trưng cho mười hai sứ đồ, 4 thánh sử chép Phúc âm, Đức Mẹ Maria và ngọn tháp cao nhất - 170 m là Chúa Jesus.
Trên đỉnh của các ngọn tháp có những bức điêu khắc tượng trưng theo truyền thống: con bò (Thánh sử Luca), đại bàng (Thánh sử Gioan), sư tử (Thánh sử Máccô) và người có cánh (Mátthêu) hoặc hình bánh thánh với chùm bông lúa, chén lễ và chùm nho, biểu tượng của phép Thánh Thể...
Mặt trước của nhà thờ được trang trí nhiều bức tượng tái hiện quãng đời của Đức Chúa. Bên trong nhà thờ được chiếu sáng bởi những luồng ánh sáng mặt trời xuyên thẳng qua hình oval trên vòm trần và những khuôn cửa kính màu lộng lẫy.

## Vinh danh
Ngày 7 tháng 11 năm 2010, nhà thờ được Giáo hoàng Biển Đức XVI thánh hiến và nâng lên thành vương cung thánh đường trong dịp thăm Santiago de Compostela và Barcelona.
Nhà thờ được ghi vào danh sách di sản thế giới của UNESCO từ năm 1984, và cũng được xếp vào danh sách 12 bảo vật của Tây Ban Nha năm 2007.

## Vốn và giấy phép xây dựng
Chi phí xây dựng vương cung thánh đường Sagrada Família không được hỗ trợ bởi bất kỳ nguồn chính phủ hoặc nhà thờ chính thức nào. Các nhà bảo trợ tư nhân đã tài trợ cho giai đoạn đầu. Tiền từ vé do khách du lịch mua hiện được dùng để chi trả cho chi phí xây dựng và chấp nhận quyên góp của tư nhân.
Dự toán xây dựng năm 2009 là 18 triệu euro.
Vào tháng 10 năm 2018, các ủy viên của Sagrada Família đã đồng ý trả cho chính quyền thành phố 36 triệu euro để xin giấy phép xây dựng, sau 136 năm xây dựng không có giấy phép. Hầu hết các quỹ sẽ được sử dụng để cải thiện khả năng tiếp cận giữa nhà thờ vàe Barcelona Metro. Giấy phép được thành phố cấp vào ngày 7 tháng 6 năm 2019.

## Hình ảnh

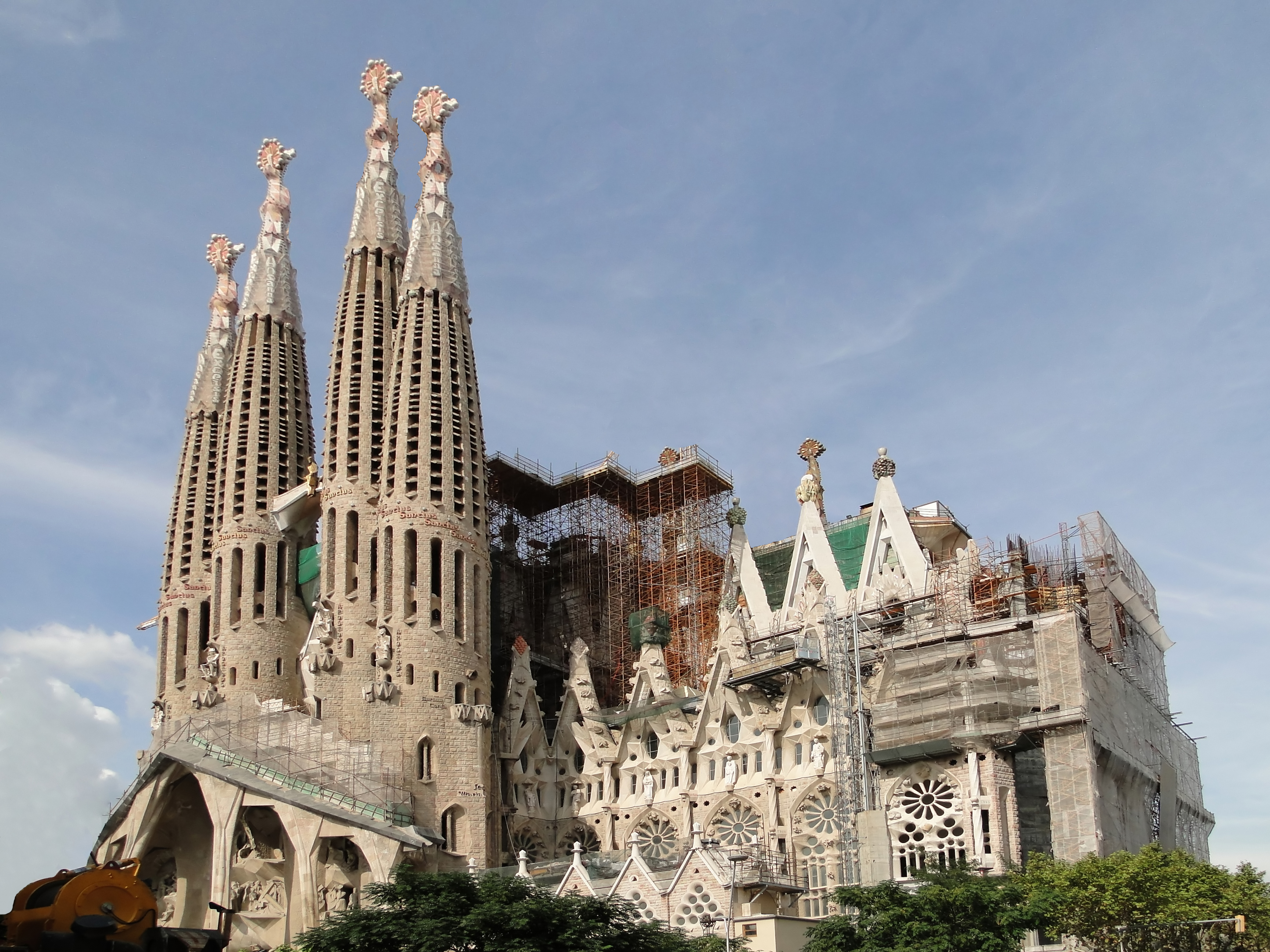
2009
2010
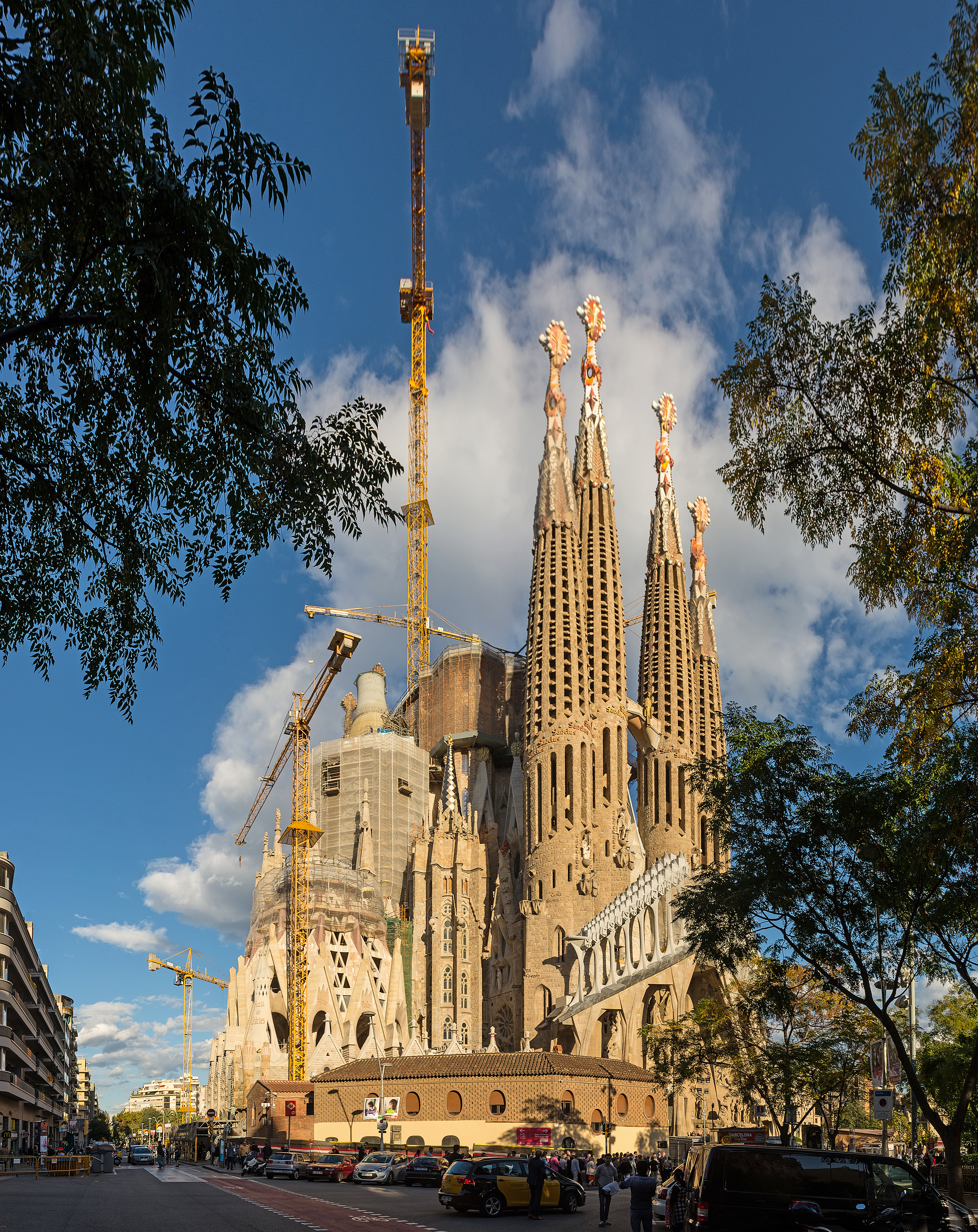
2015